# 尤利烏斯·克拉普羅特

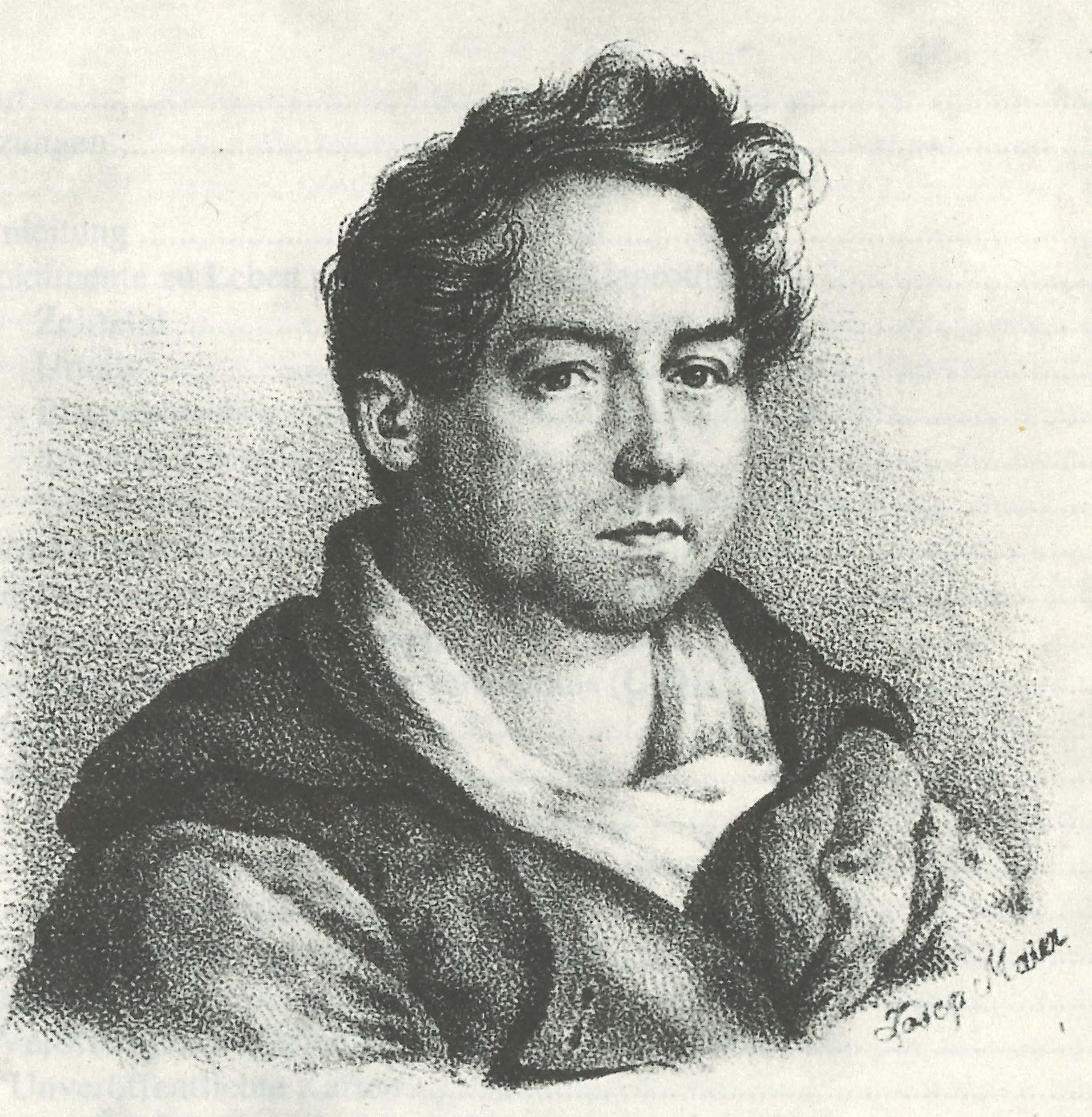

尤利烏斯·海因里希·克拉普罗特（德語：Julius Heinrich Klaproth，1783年10月11日—1835年8月27日），汉名柯恒儒，是德意志语言学家、历史学家、东方学家、民族学家、探险家，与法国汉学家雷暮沙一同为东亚研究做出重要贡献，早在1823年克拉普罗特就提出汉语、藏语、缅甸语的基础词汇之间有同源关系，而泰语和越南语则不同。1834年克拉普罗特出版《玄奘在中亚与印度的旅行》一书，是迄今所见西方最早介绍玄奘的著作之一。父亲为普鲁士化学家马丁·克拉普罗特。